# 게이세이 전철 3000형 전동차
게이세이 전철 3000형 전동차(일본어: 京成3000形電車 けいせい3000がたでんしゃ[*])는 2003년에서부터 운행을 시작한, 게이세이 전철에서 보유하는 통근형 전동차이다.

## 같이 보기
- 호쿠소 철도 7500형 전동차
- 지바 뉴타운 철도 9200형 전동차

## 참고 문헌
- (일본어) 京成電鉄. “車両紹介”. 2021년 8월 1일에 확인함.